# 黏土

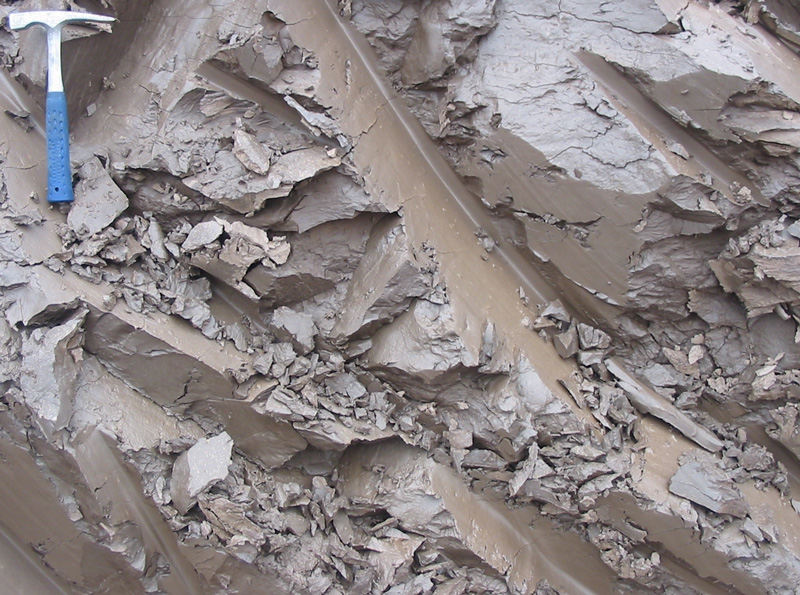
爱沙尼亚的第四紀黏土

黏土（英語：clay），俗作粘土，是一種含有粘土礦物的細粒天然土壤材料。粘土在潮濕時會具有可塑性，這是由於粘土顆粒周圍有一層水分子膜，但在乾燥或燒製時會變硬、變脆且不具有可塑性。大多數純粘土礦物是白色或淺色的，但天然粘土會因雜質而呈現出多種顏色，例如因少量氧化鐵而呈紅色或褐色。
黏土一般由硅酸盐矿物在地球表面风化后形成。但是有些成岩作用也会产生黏土。在这些过程中黏土的出现可以作为成岩作用进展的指示。

## 土壤中的黏土
含有黏土的土壤非常容易結合水、礦物質和有機營養，原因在於顆粒非常小的黏土的相對表面大以及其表面的導電性。有些礦物可以吸收水、正離子和有機分子後再將它們釋放出來。

## 一些黏土矿物
- 高岭土：Al2O3.2SiO2.2H2O
- 石脂：Al2[(OH)4|Si2O5] * n H2O
- 蒙脱石：(Al,Mg)2[(OH)2|Si4O10](Na,Ca)x * n H2O
- 蛭石：(Mg,Ca)0,31(H2O)n{Ti0,18Al0,03Fe(III)1,09Mg1,25[Si2,80Al1,20O10(OH)2]}
- 伊利石：K0,65Al2,0Al0,65Si3,35O10(OH)2
- 水铝英石：Al2O3.SiO2.2,5H2O

## 应用
- 製瓦
- 製陶瓷，与石灰岩混合后製水泥
- 在工业、模型制造和艺术中做模型。艺术家使用黏土制做模型，但也适用黏土直接塑造艺术品
- 在饮水加工和其它化学工艺中作为离子交换器
- 高岭石是瓷器的原料
- 高岭石还可以使纸的表面特别光滑和吸收墨水
- 陶粒在建筑业中作为隔离层以及在无土栽培中使用
- 密封垃圾堆填區
- 在颜料工业和医药工业中作填补物
- 在催化器中使用
- 砖头
- 泥餅
- 製鉛筆（運用其可塑性和黏結性）

## 外部連結
https://dictionary.cambridge.org/zht/amp/%E8%8B%B1%E8%AA%9E/clay（页面存档备份，存于）